# Orchomene lepidula
Orchomene lepidula är en kräftdjursart som beskrevs av Guijanova 1962. Orchomene lepidula ingår i släktet Orchomene och familjen Lysianassidae. Inga underarter finns listade i Catalogue of Life.